# Raphael Botti
Raphael Botti (* 23. Februar 1981 in Juiz de Fora, Minas Gerais), mit vollständigen Namen Raphael José Botti Zacarias Sena, ist ein ehemaliger brasilianischer Fußballspieler, der zuletzt bei Army United in Thailand unter Vertrag stand.

## Karriere
Der 1,71 Meter große Raphael Botti begann seine Karriere bei der Jugendabteilung des CR Vasco da Gama, für die er sechs Jahre, von 1994 bis 2000, aktiv war. Ein Jahr spielte er noch für die Profimannschaft; er absolvierte dabei im Jahr 2001 22 Spiele und erzielte dabei einen Treffer. Im Jahr 2002 unterschrieb er einen Vertrag beim koreanischen Verein Jeonbuk Hyundai Motors, für den er fünf Jahre lang aktiv war. Von 2002 bis 2006 war er beim Verein aktiv, wobei er an 101 Spielen teilnahm und elf Tore erzielte. Von 2007 bis 2011 war er beim japanischen Verein Vissel Kōbe aktiv. In 141 Spielen schoss er neun Tore. 2012 ging er für zwei Jahre in seine Heimat Brasilien zurück wo er bei Figueirense FC unter Vertrag stand. 2014 ging er wieder nach Asien. Hier unterschrieb er einen Zweijahresvertrag bei Army United in Thailand. Ende 2016 beendete er seine aktive Laufbahn.

## Erfolge
Figueirense FC
Staatsmeisterschaft von Santa Catarina: 2012 (2. Platz)